# Brownův pohyb

Znázornění Brownova pohybu na záznamu polohy nahodile se pohybující částice. Zobrazení téhož pohybu nezávisle v 32, 256 a 2048 krocích je znázorněno postupně světlejšími barvami

Brownův pohyb je náhodný pohyb mikroskopických částic v kapalném nebo plynném médiu. Je limitou náhodné procházky. Vysvětlením Brownova pohybu je, že molekuly v roztoku se vlivem tepelného pohybu neustále srážejí, přičemž směr a síla těchto srážek jsou náhodné, díky čemuž je i okamžitá poloha částice náhodná. Rychlost Brownova pohybu je úměrná teplotě systému.
Brownův pohyb poprvé zaznamenal v roce 1827 biolog Robert Brown, když pozoroval chování pylových zrnek ve vodě. Aby vyloučil možnost, že pohyb je projevem případného života, opakoval experiment s částicemi prachu. Podstatu tohoto jevu objasnil v roce 1905 Albert Einstein, vycházeje z kinetické teorie látek.

## Souvislost s difuzí
Brownův pohyb má význam např. pro pochopení difuze látek v prostředí. S přibývajícím časem, na základě stochastické pravděpodobnosti jsou molekuly neustálým nahodilým pohybem rozptylovány z místa s nejvyšší koncentrací. Některé molekuly se v následných krocích sice nahodile vrací směrem k centru, jiné však již nikoli a soubor všech částic se tak od sebe rozptyluje. Molekuly se v důsledku náhodného pohybu rozptýlí – difundují do okolí. Celková entropie systému se zvýší.
(To ovšem v žádném případě neznamená, že by difuze přímo vyplývala z Brownova pohybu či naopak.)

## Odvození Einsteinova vzorce pro Brownův pohyb
Vyjdeme z Langevinovy rovnice (rovnice pro popis Brownova pohybu):
{\displaystyle m{\frac {\mathrm {d} v}{\mathrm {d} t}}=-\xi v+F'(t)}
kde v je rychlost, F'(t) fluktuující síla, ξ je frikční koeficient.

Pro frikční koeficient vyjdeme ze Stokesovy formule pro kouli (předpokládáme kulatou částici): {\displaystyle F_{f}=\xi v=6\pi \mu rv}
 Kde μ je dynamická viskozita. r je poloměr částice.
Vynásobíme langevinovu rovnici souřadnicí:
{\displaystyle mx_{i}{\frac {\mathrm {d} {\dot {x}}_{i}}{\mathrm {d} t}}=-\xi x_{i}{\dot {x}}_{i}+F'(t)x_{i}}
Upravíme (derivace součinu):
{\displaystyle m[{\frac {\mathrm {d} {\dot {x}}_{i}x_{i}}{\mathrm {d} t}}-{\dot {x}}_{i}{\dot {x}}_{i}]=-\xi x_{i}{\dot {x}}_{i}+F'(t)x_{i}}
Střední hodnota:
{\displaystyle m<{\frac {\mathrm {d} {\dot {x}}_{i}x_{i}}{\mathrm {d} t}}>-m<{\dot {x}}_{i}{\dot {x}}_{i}>=-\xi <x_{i}{\dot {x}}_{i}>+<F'(t)><x_{i}>}
Souřadnice je nekorelovaná, proto vymizí ve střední hodnotě:{\displaystyle <x_{i}>=0}
Ekvipartiční teorém ve 3D:{\displaystyle 1/2mv^{2}=3/2kT} kde k je Boltzmanova konstanta a T je termodynamická teplota

Po úpravě dostaneme:
{\displaystyle m<{\frac {\mathrm {d} {\dot {x}}_{i}x_{i}}{\mathrm {d} t}}>-3kT=-\xi <x_{i}{\dot {x}}_{i}>}
Řešení této diferenciální rovnice je (protože {\displaystyle <x_{i}{\dot {x}}_{i}>(0)=0}):
{\displaystyle <x_{i}{\dot {x}}_{i}>={\frac {3kT}{\xi }}(1-\exp(-\xi t/m))}
Provedeme trik s derivací a dosadíme do následujícího výrazu výraz výše:
{\displaystyle 1/2{\frac {\mathrm {d} }{\mathrm {d} t}}<r^{2}(t)>=1/2{\frac {\mathrm {d} }{\mathrm {d} t}}<x_{i}x_{i}>=<x_{i}{\dot {x}}_{i}>}
Dostaneme:
{\displaystyle <r^{2}(t)>={\frac {6kT}{\xi }}\int (1-\exp(-\xi t/m))\mathrm {d} t={\frac {6kT}{\xi }}[t-m/\xi (1-\exp(-\xi t/m))]}
Aproximace: {\displaystyle t\xi /m>>1} odpovídá Brownově pohybu. Výsledek se redukuje na:
{\displaystyle <r^{2}(t)>={\frac {6kT}{\xi }}t={\frac {kT}{\pi \mu r}}t}

Což je výsledek pro Brownův pohyb ve 3D.
Kdybychom chtěli 1D Brownův pohyb, postup by byl stejný, až na ekvipartiční teorém, který v 1D zní {\displaystyle 1/2mv^{2}=1/2kT}, jelikož máme jen jeden stupeň volnosti. Dostaneme pak následující vzorec pro Brownův pohyb v 1D:
{\displaystyle <r^{2}(t)>={\frac {2kT}{\xi }}t={\frac {kT}{3\pi \mu r}}t}